# Lanugo fraternans
Lanugo fraternans là một loài tò vò trong họ Ichneumonidae.